# Подуральское плато
Подура́льское (Предуральское, Эмбинское) плато — горное плато в западной части Казахстана, расположенное к западу от Мугоджар и Южного Урала.
Располагается преимущественно в Актюбинской области Казахстана, частично заходя на территорию Западно-Казахстанской области, а также Оренбургской области России.
Представляет собой пологоувалистую равнину с абсолютными высотами от 100 м на юго-востоке до 450 м на юго-западе. Территория расчленена густой и глубокой эрозионной сетью, сочетающейся с останцовыми столовыми горами. Рельеф характеризуется высокой степенью ярусности.
Плато приурочено к юго-восточному краю Восточно-Европейской равнины. Докембрийский фундамент покрыт в основном меловыми и палеогеновыми отложениями. После образования и разлива Каспийского моря территория плато оказалась незатопленной.
Среди отложений преобладают песчаники и глины, образующие пологие короткие складки. По территории во множестве разбросаны элементы соляной тектоники. В северной части плато широко распространены галечники юрского периода.
По территории Подуральского плато протекает река Эмба, начинающаяся на западном склоне Мугоджар. Здесь же находятся истоки небольших рек, в основном текущих на север или северо-запад и впадающих в бессточные солёные озёра либо заканчивающиеся в солончаках. Водоразделы рек платообразные с резко очерченными краями.
Растительный мир представлен кальцефитными, петрофитными и галофитными степными и пустынными сообществами.